# Hendrik Savrij
Hendrik Savrij (Haarlem, 4 november 1822— aldaar, 13 maart 1907) was een Nederlandse kunstschilder.

## Leven en werk
Savrij was een zoon uit het eerste huwelijk van de schilder en fabrikant Martinus Savrij en Pietertje van Duijnen. Hij trouwde op 20 november 1861 te Den Haag met Wilhelmina Cornelia Bauer. Uit hun huwelijk werden drie kinderen geboren. Hun zoon Henri Savrij werd evenals zijn vader en grootvader kunstschilder.
Savrij werd tot kunstschilder opgeleid aan de stadstekenacademie van Haarlem. Ook zijn zus Cornelia Johanna werd kunstschilder. Hij kreeg evenals zijn zwager Willem Frederik Weidner les van zijn vader. Na zijn opleiding legde hij zich toe op het schilderen van van portretten en vooral landschappen. Bekend zijn zijn schilderingen van polderlandschappen met vee. Hij was lid van de kunstenaarsvereniging Arti et Amicitiae in Amsterdam en secretaris van Kunst Zij Ons Doel in Haarlem. Zijn werk werd meerdere malen buiten Nederland geëxposeerd, bijvoorbeeld in Brussel en in Philadelphia.
Werk van Savrij bevindt zich onder meer in het Teylers Museum in Haarlem, het Rijksmuseum Amsterdam, het Haags Gemeentemuseum, het Westfries Museum in Hoorn en in de verzameling van het Instituut Collectie Nederland.

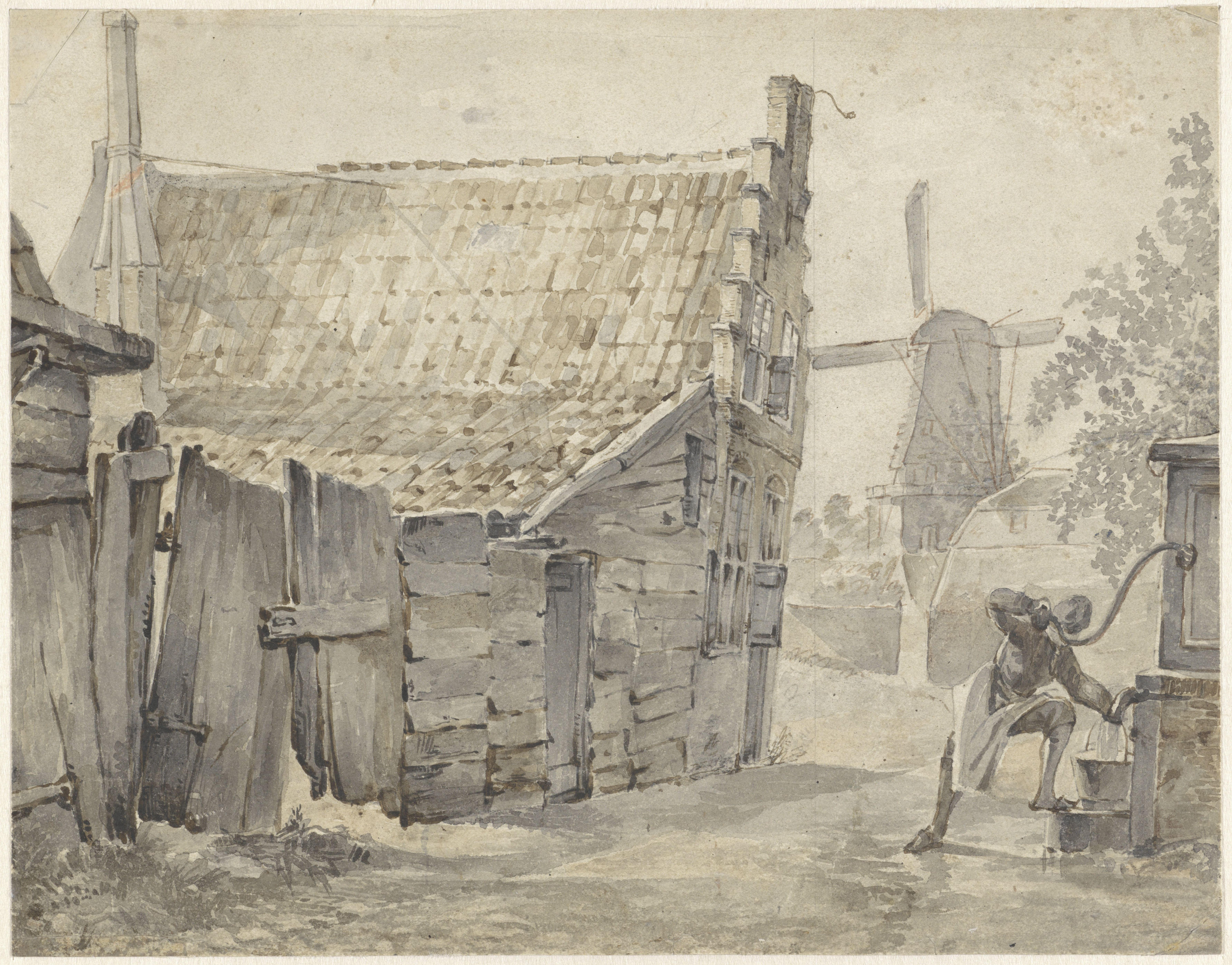
Aan de Papentorenvest te Haarlem (collectie Rijksmuseum)

- Biografisch Portaal: 17478521
- Gemeinsame Normdatei: 1202471919
- RKD-Nederlands Instituut voor Kunstgeschiedenis: 69933
- Union List of Artist Names: 500000583
- Virtual International Authority File: 95684226
- WorldCat: E39PBJxmDxMGbg6XD3RJ7XGvHC